# Pfarrkirche Neuhofen an der Krems

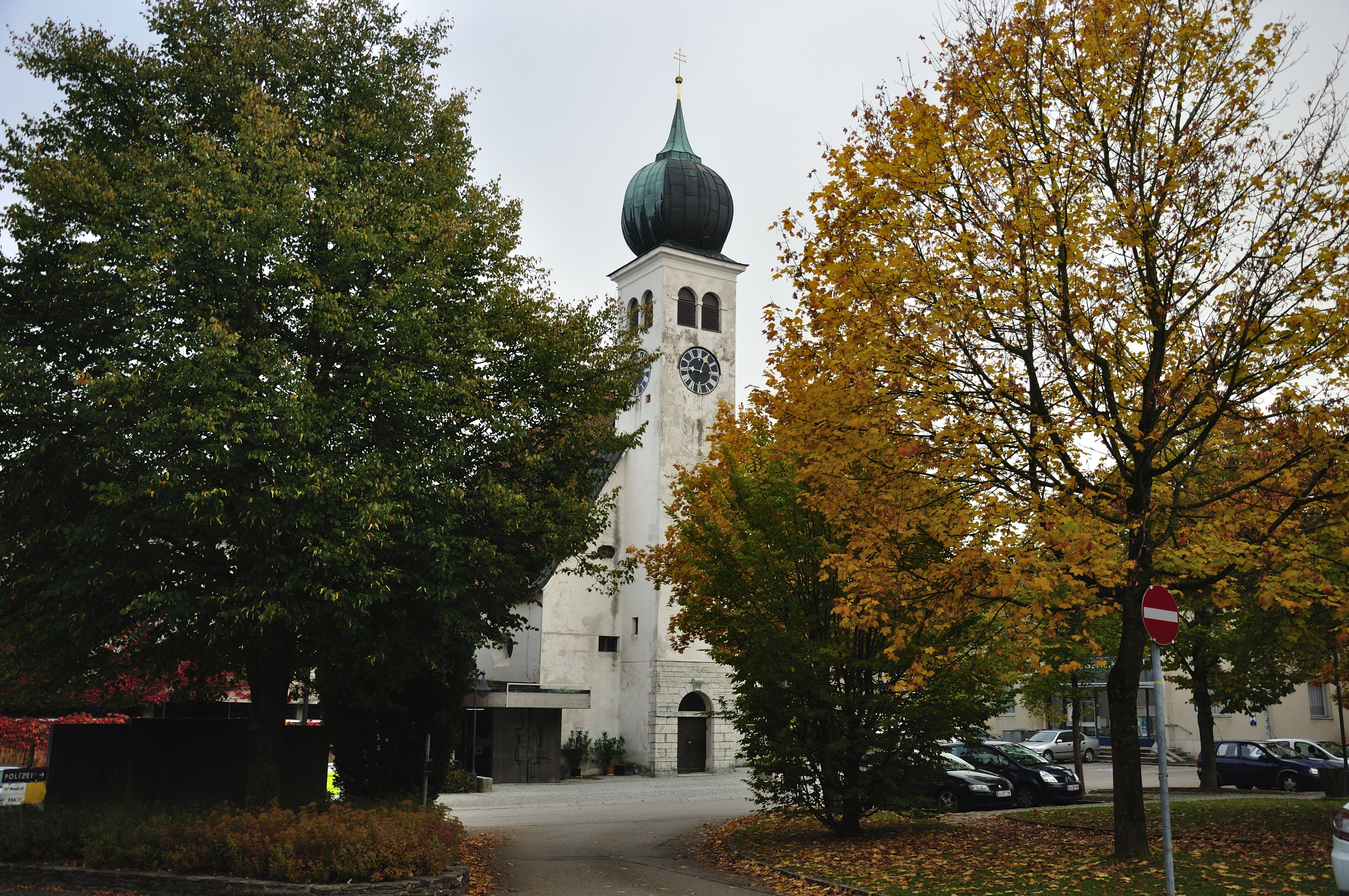
Die Pfarrkirche hl. Matthäus in Neuhofen an der Krems

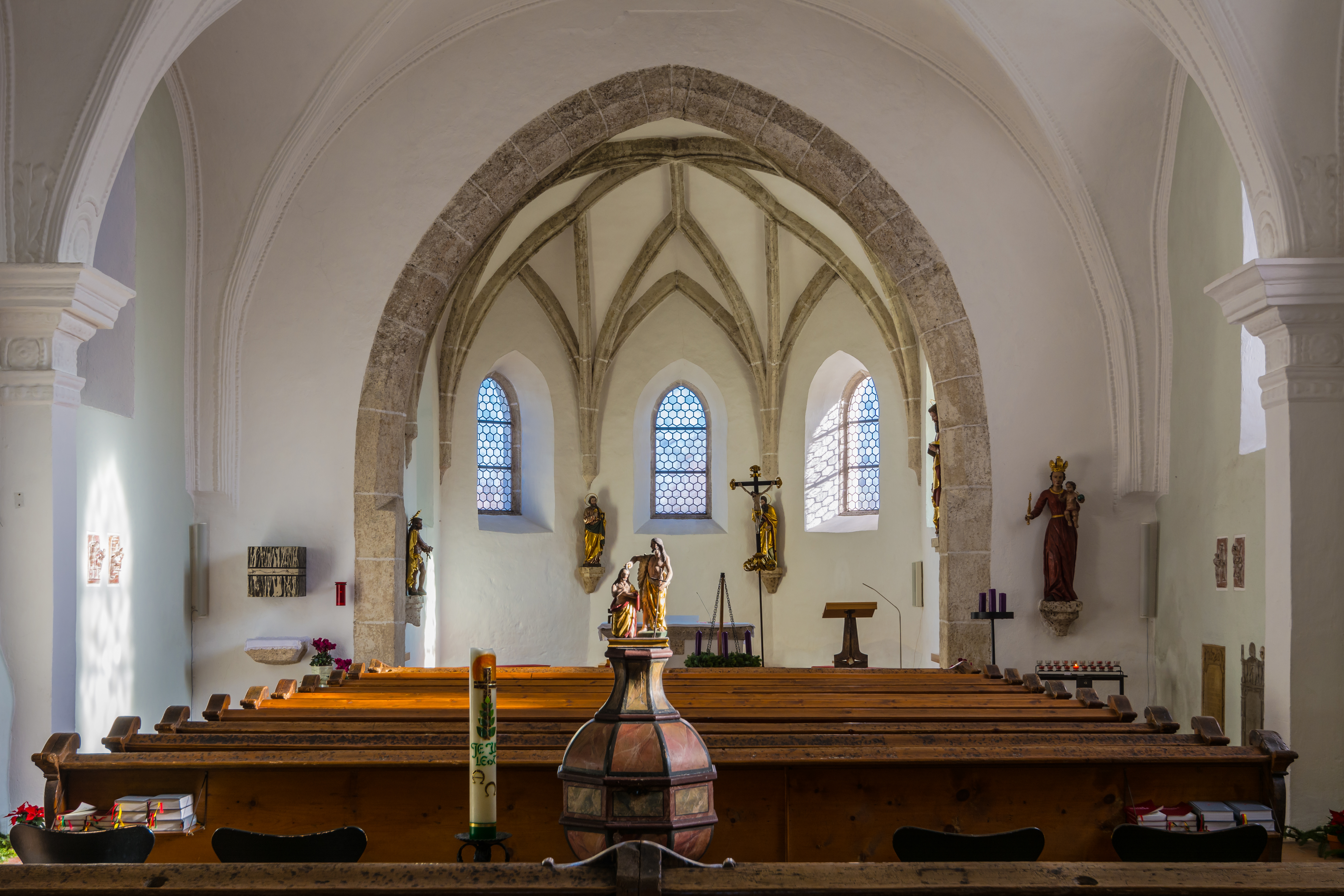
Altkirchevom Langhaus zum Chor, wohl Werktagskapelle und Taufkapelle

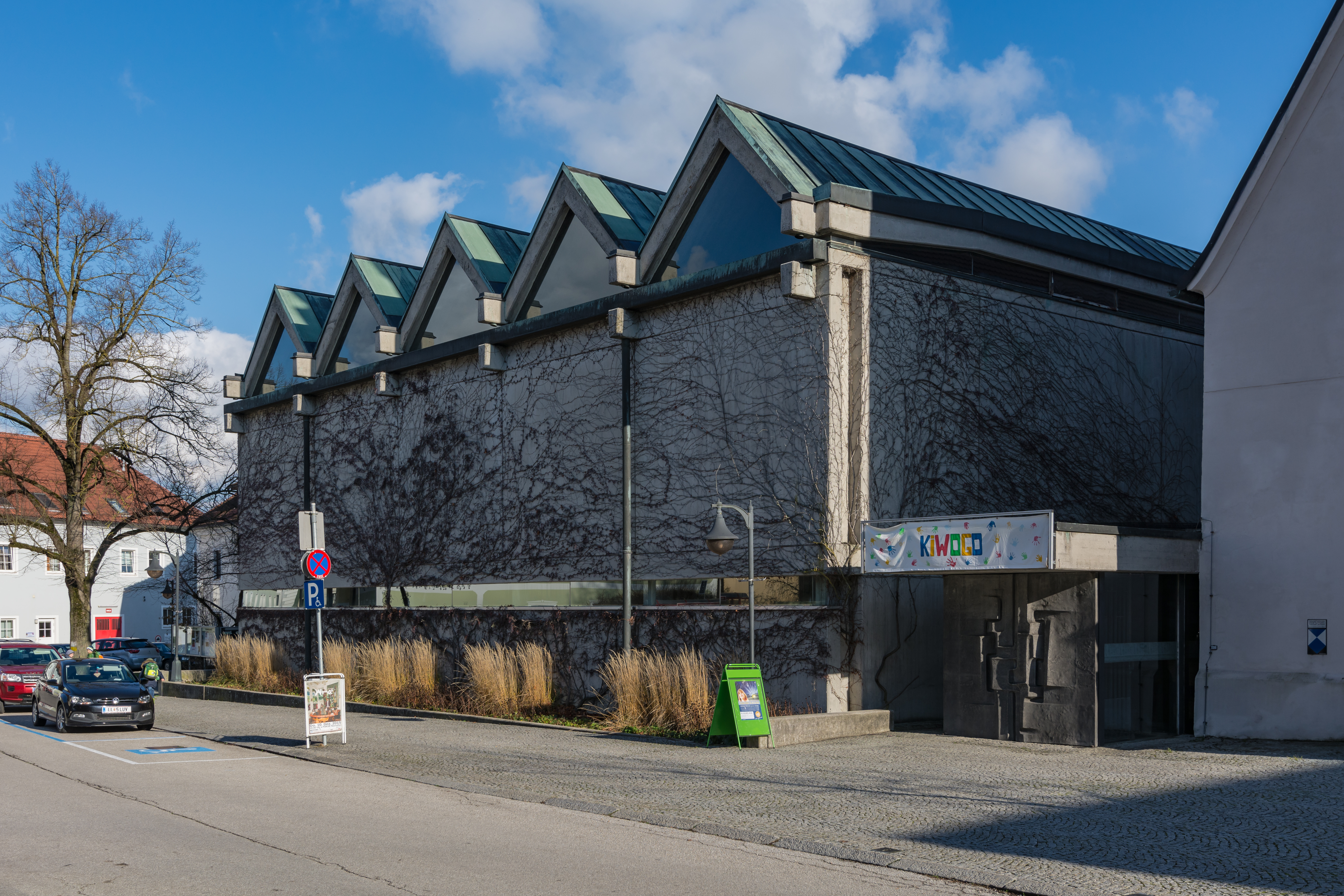
Die Hallenkirche der Moderne als Zubau

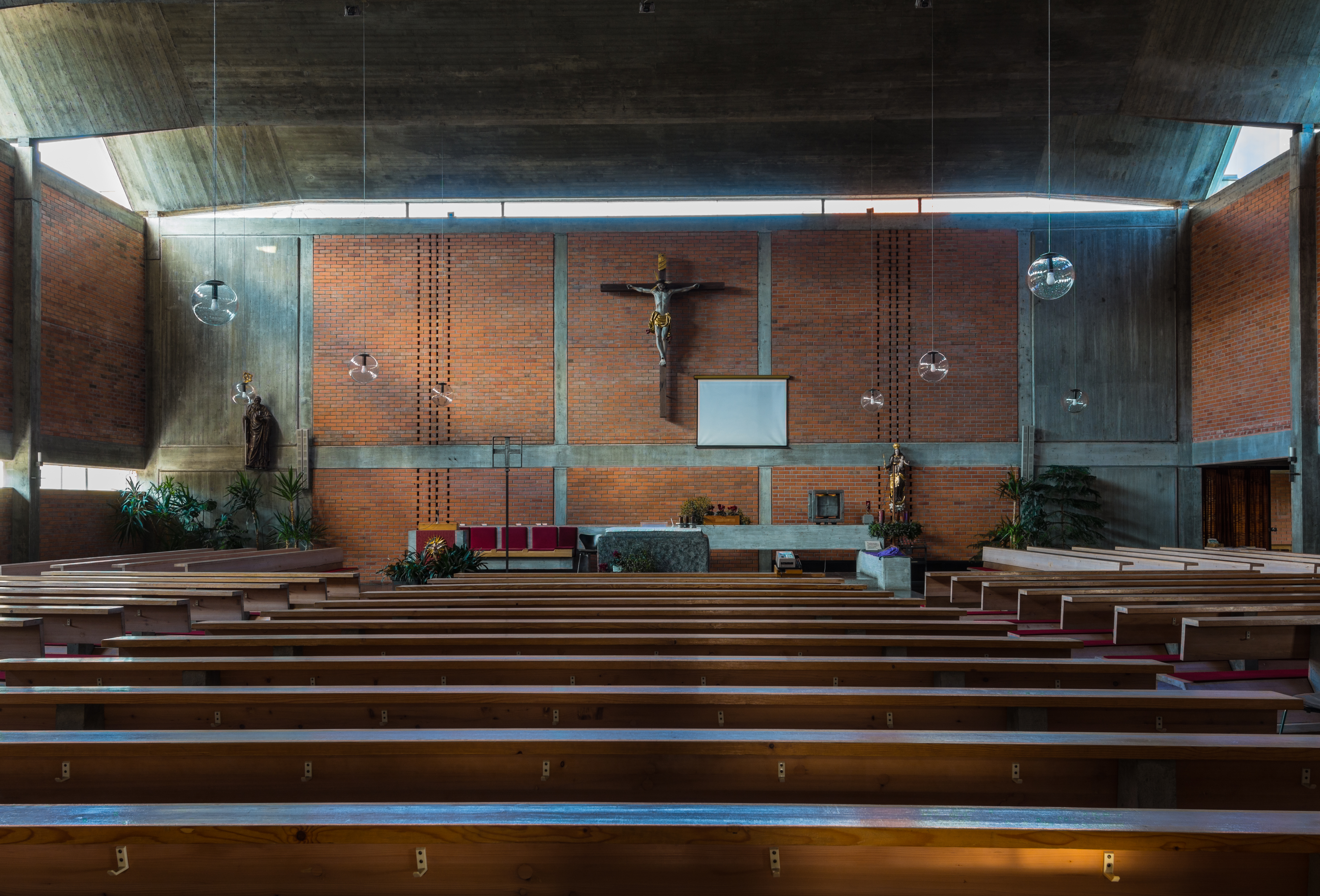
Kircheninneres der Moderne zur Altarwand

Die Pfarrkirche Neuhofen an der Krems steht im Ort Neuhofen in der Gemeinde Neuhofen an der Krems in Oberösterreich. Die römisch-katholische Pfarrkirche hl. Matthäus – dem Stift Kremsmünster inkorporiert – gehört zum Dekanat Kremsmünster in der Diözese Linz. Die Kirche steht unter Denkmalschutz.

## Geschichte
Die Kirche wurde zum Ende des 9. Jahrhunderts urkundlich genannt. Das spätgotische Bauwerk wurde 1658 teils barockisiert. Im Norden zwischen Kirche und Pfarrhof wurde von 1968 bis 1970 eine neue Pfarrkirche nach den Plänen des Architekten Karl Rebhahn erbaut, die mit der alten Kirche und dem Pfarrhof verbunden ist.

## Architektur
Die kleine spätgotische Kirche hat ein einschiffiges vierjochiges stichkappentonnengewölbtes Langhaus und einen eingezogenen zweijochigen netzrippengewölbten Chor mit Fünfachtelschluss. Eine Seitenkapelle wurde neuzeitlich angebaut. Der Westturm hat einen Zwiebelhelm aus 1658.
Die neue Pfarrkirche ist eine einheitliche fast quadratische Halle mit einem Faltdach, wobei die kleine spitzen Giebel des Dachabschlusses als Fenster ausgebildet sind.

## Ausstattung
Die Einrichtung hat einen neuromanischen Stil.